# Plote

Plötz – frühdeutsche Burg neben Kirche

Plote (in den ältesten Urkunden Ploth) war die Bezeichnung für eine Terra oder Provinz der Tollenser, eines Teilstammes der slawischen Lutizen  im heutigen Vorpommern. Die „provincia“ oder „terra“ Plote – der spätere Burgbezirk – lag östlich von Demmin zwischen den Flüssen Peene im Norden und Tollense im Süden. Nach Osten grenzte die Terra bzw. Provinz Mizerez (Meseritz) an, im Südwesten die Terra Tholenz.
Zum ersten Mal erwähnt wird „Ploth“ in einer (verfälschten) Urkunde aus dem Jahr 949/965, mit der König Otto das 948 gegründete Bistum Havelberg stiftet und in seiner Ausdehnung genau beschreibt.
Der Name Plote geht nach Trautmann auf das slawische Wort *Ploty zurück, womit eine durch einen Zaun geschützte Siedlung bezeichnet wurde. Trautmann führt sieben weitere Orte mit diesem Wortstamm im früheren elb- und ostseeslawischen Raum auf.
Der letzte urkundliche Beleg zur Terra Plote stammt aus dem Jahr 1249. Zu diesem Zeitpunkt war der Lutizenbund bereits zerfallen, und der Bereich der Terra Plote war überwiegend von Deutschen besiedelt. Die Urkunde betrifft eine Grenzfestlegung durch Herzog Wartislaw III. von Pommern-Demmin zwischen dem Kloster Eldena und der Grafschaft Gützkow. Das Land Meseritz, Land Loitz und Land Plötz ("terra plotae") werden als zu Gützkow gehörig aufgeführt. Im Land Meseritz liegen die Orte Kagenow, Toitin, Kartlow, Müssenthin (Müssentin bei Jarmen), Tutow und Benzin. Verwaltet wird dieser Teil der Grafschaft Gützkow von der Plötzenburg (Plötz) aus. Lt. PUB 499 - ... et omni jure in terra Cotscowae ...
Ebenfalls aus dem Jahr 1249 datiert die erste urkundliche Erwähnung des Dorfes „Ploz“ (heute der Ortsteil Plötz der Stadt Jarmen), in dessen Namen die frühere Terra Plote weiterlebt.
Auf oder im Umfeld der Gemarkung Plötz wird die frühere Hauptburg der slawischen Terra Plote vermutet. Ein genauer Standort der wendischen Siedlung und Burg konnte noch nicht nachgewiesen werden. Als deren Nachfolgerin gilt die im Jahr 1338 als „Bloczenburg“ belegte Plötzenburg. Die frühdeutsche Plötzenburg ist eine Turmhügelburg, die gut erhalten zwischen der jetzigen Kirche und dem Dorfteich in Plötz liegt. Sie ist mit Fundplatz 6 in den Bodendenkmallisten des Landes M-V geführt. Sie wurde Sitz der Vasallen der Gützkower Grafen von Winterfeld, die von dort aus den Burgbezirk Plötz für die Grafschaft Gützkow verwalteten.
Im Jahr 1325 werden in das Bürgerbuch der Stadt Stralsund „Everardus et Gherardus de Ploten“ als Neubürger eingetragen. Sie sind vermutlich die ersten überlieferten Vorfahren des Stralsunder Geschlechtes Bluth. Der überwiegende Anteil der Zuwanderer nach Stralsund in der Zeit um 1300 stammte aus Vorpommern. Daher ist die Herkunft der genannten Neubürger aus der alten Terra Plote anzunehmen.

## Belege
1. ↑  Wolfgang Brüske: Untersuchungen zur Geschichte des Lutizenbundes. Deutsch-wendische Beziehungen des 10. – 12. Jahrhunderts. 2. Aufl., Böhlau, Köln u. Wien 1983, S. 144 und Kartenanlage
2. ↑  Pommersches Urkundenbuch, I. Band, 786–1253, Köln und Wien 1970, Nr. 10. Weitere Belege: Nr. 41 (aus 1150), Nr. 81 (aus 1179), Nr. 99 (aus 1186)
3. ↑  Reinhold Trautmann: Die elb- und ostseeslawischen Ortsnamen, Teil II. In: Abhandlungen der Deutschen Akademie der Wissenschaften zu Berlin, Philosophisch-historische Klasse. Jg. 1947 Nr. 7. Akademie-Verlag Berlin 1949
4. ↑  Pommersches Urkundenbuch, I. Band, 786–1253, Köln und Wien 1970, Nr. 499
5. ↑  Pommersches Urkundenbuch, I. Band, 786–1253, Köln und Wien 1970, Nr. 519a
6. ↑  Pommersches Urkundenbuch, X. Band, 1336–1340, Köln und Wien 1984, Nr. 5655 (S. 297)
7. ↑  Robert Ebeling: Das älteste Stralsunder Bürgerbuch (1319–1348), Stettin 1926, S. 34, Nr. 648. Übereinstimmung mit dem Original bestätigt durch Stadtarchiv Stralsund 2015
8. ↑  Bernhard Koerner (Hrsg.): Deutsches Geschlechterbuch, Band 115, Görlitz 1942, S. 42
9. ↑  Hans Bahlow: Die Stralsunder Bürgernamen um 1300. In: Baltische Studien, NF Bd. XXXVI, Stettin 1934, S. 1–59, hier S. 33